# Liste der denkmalgeschützten Objekte in Ramsau (Niederösterreich)
Die Liste der denkmalgeschützten Objekte in Ramsau enthält die denkmalgeschützten, unbeweglichen Objekte der Gemeinde Ramsau im niederösterreichischen Bezirk Lilienfeld.

## Denkmäler
| Foto |                 | Denkmal                                                                           | Standort                                       | Beschreibung | Metadaten |
| ---- | --------------- | --------------------------------------------------------------------------------- | ---------------------------------------------- | --- | --- |
| ja   | Datei hochladen | Forst-/Jagdhaus, ehem. Gaupmannsmühle HERIS-ID: 28338 Objekt-ID: 24900            | Gaupmannsgraben 7 Standort KG: Gaupmannsgraben | Jäger- und Forsthaus des Stiftes Lilienfeld (urkundlich 1536 als Mühle), mehrtraktige Anlage, mächtiger zweigeschoßiger Haupttrakt mit Walmdach über hakenförmigem Grundriss (mehrere Bauperioden), Anbauten und Wirtschaftstrakt | BDA-Hist.: Q37919443 Status: § 2a Stand der BDA-Liste: 2025-06-30 Name: Forst-/Jagdhaus, ehem. Gaupmannsmühle GstNr.: 117/6 Jagdhaus in Ramsau, Lower Austria               |
| ja   | Datei hochladen | Pfarrhof HERIS-ID: 28316 Objekt-ID: 24874                                         | Oberdörfl 8 Standort KG: Ramsau                | 1871 angekauft und bis 1893 als Pfarrhof adaptiert, zweigeschoßiger kubischer Bau, im Kern 17. Jahrhundert, Walmdach | BDA-Hist.: Q37919322 Status: § 2a Stand der BDA-Liste: 2025-06-30 Name: Pfarrhof GstNr.: .11 Pfarrhof Ramsau, Lower Austria                                                 |
| ja   | Datei hochladen | Kath. Pfarrkirche Mariae Empfängnis und Friedhof HERIS-ID: 28315 Objekt-ID: 24873 | Oberdörfl 11 Standort KG: Ramsau               | Gotische Saalkirche Ende des 14. Jahrhunderts, leicht eingezogener Chor, steiles Schindeldach, 1837 westlich vorgestellter und 1899 bzw. 1905 erhöhter Fassadenturm, südliche Anbauten, teils gotisch, teils von der neogotischen Adaptierung durch Dominik Avanzo 1901–05, von Friedhof und Kirchhofmauer (östlich noch mittelalterlich?) umgeben, urkundlich 1342 Kirche (seit 1162 Filiale von Hainfeld), 1783 Pfarre, Stift Lilienfeld inkorporiert | BDA-Hist.: Q37919306 Status: § 2a Stand der BDA-Liste: 2025-06-30 Name: Kath. Pfarrkirche Mariae Empfängnis und Friedhof GstNr.: .5, 30/2 Pfarrkirche Ramsau, Lower Austria |
| ja   | Datei hochladen | Huf- und Wagenschmiede HERIS-ID: 28313 Objekt-ID: 24871                           | Unterdörfl 5 Standort KG: Ramsau               | Wohnhaus, Schmiede mit Esse, historischer Einrichtung und offener hölzerner Ständerbau-Beschlagsbrücke mit Ochsenstand, eingeschoßige Trakte in Formen der ersten Hälfte des 19. Jahrhunderts, um 1826 vermutlich Umbau | BDA-Hist.: Q37919286 Status: Bescheid Stand der BDA-Liste: 2025-06-30 Name: Huf- und Wagenschmiede GstNr.: .47 Schmiede in Ramsau, Lower Austria                            |